# Augustin Trébuchon
Augustin-Joseph Victorin Trébuchon, francoski vojak, * 30. maj 1878, Montchabrier, Francija, † 11. november 1918 Vrigne-Meuse, Ardenne, Francija.   
Trébuchen je bil zadnji francoski vojak, ki je umrl v prvi svetovni vojni. 11. novembra 1918 je ob novici o prihajajočem podpisu premirja tekel k svojim poveljnikom, ko ga je ob 10.45 v Ardenu ustrelil nemški vojak, zaradi česar je Trébuchen umrl le 15 minut pred razglasitvijo premirja istega dne.